# 車庫

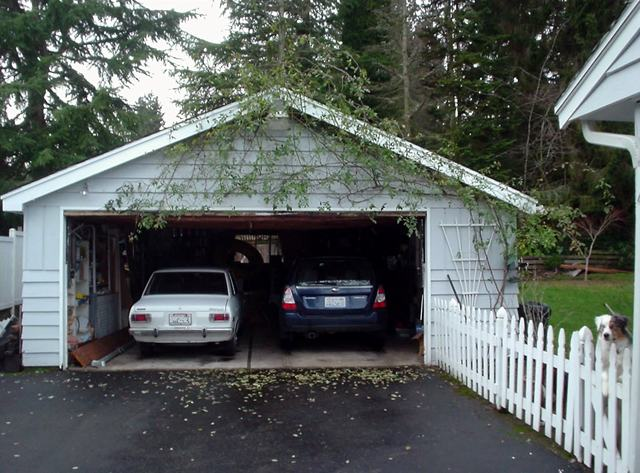
車庫

車庫（しゃこ）とは、自動車車両を停めて保管しておくための施設。

## アメリカ合衆国における車庫

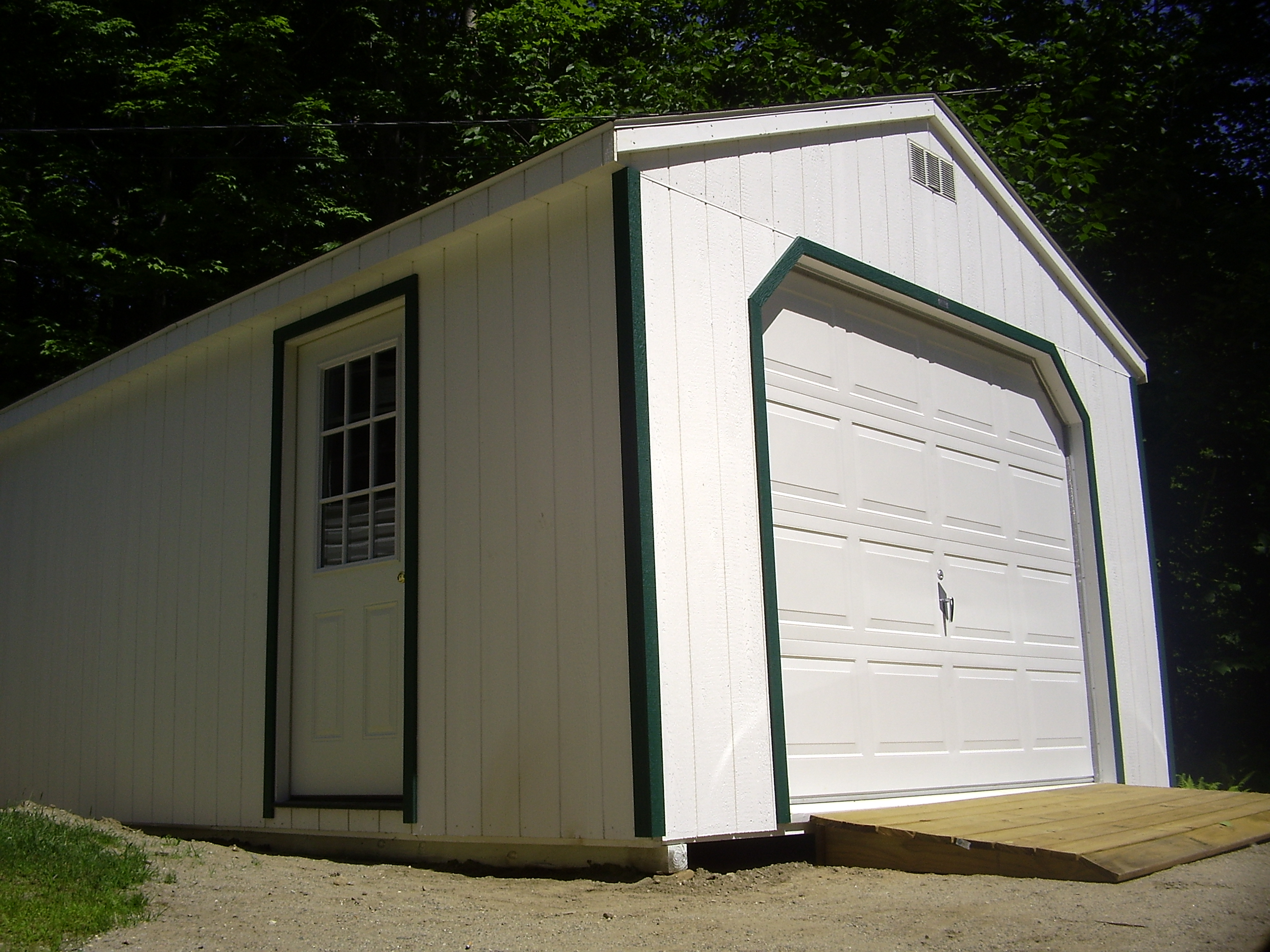
アメリカの車庫

19世紀後半、アメリカ合衆国（以下アメリカ）では馬や馬車が一般的な交通手段で、高価な自動車を購入しても、その置き場所は馬小屋であった。
自動車の普及とともに自動車用の車庫（ガレージ）が設けられるようになったが、車庫があっても倉庫のように用いられることも多いため、結局は屋外に車を保管している家も少なくないとされる。車庫の不用品を処分する安売市をガレージセール（英語: garage sale）という。
アメリカの車庫は外部としっかりと遮断されており、スタジオや工房など趣味の場として利用されることも多い。ガレージバンドやガレージロックなどの言葉も車庫の文化から生じた。
アメリカでは馬小屋や納屋を車庫に転用することが多かったが、主流は住まいと車庫が一体の内蔵車庫（ビルトインガレージ）に変化している。車庫を収納スペースや個室（離れ）に利用したり、車や工具などを安全に保管するため、防犯性の高い車庫が必要とされる背景がある。

## 日本における車庫

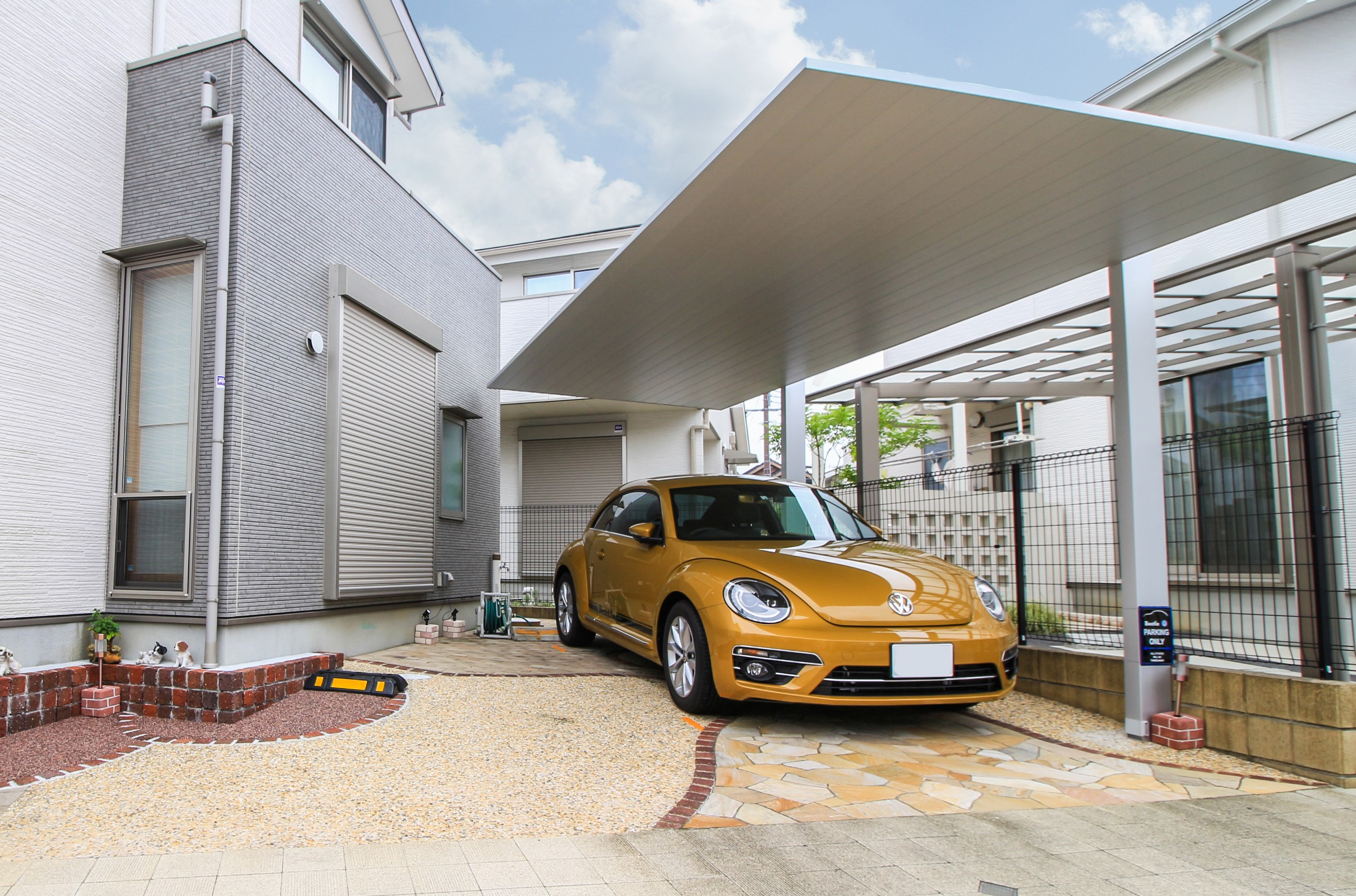
日本によくみられるカーポート

日本の法律は、「自動車の保有者等に自動車の保管場所を確保し、道路を自動車の保管場所として使用しないよう」義務づけている（自動車の保管場所の確保等に関する法律）。
この「保管場所」が広義の「車庫」に相当する。以下では原則として自家用車の車庫について述べるが、路線バスにおいても車庫はあり、バス路線によっては「××車庫」ないし「××車庫前」といった名前のついたバス停留所を設けている例もある。

### 車庫証明
自家用の普通自動車を登録する場合、使用の本拠とする場所から直線距離で2キロメートル以内に自動車の「保管場所｣が確保されていなければ登録することができない。また、軽自動車については使用の届出に際して、保管場所が確保されている旨を届け出なければならない。これらの「自動車の保管場所の確保」に関する手続きや書類は、一般に「車庫証明」（しゃこしょうめい）と呼ばれる。
但し、登録車の事業用車両については、その事業許可申請に際して保管場所の位置や面積、地目等を届け出て実査を受けた上で登録されるので、車庫証明は不要である。
申請に際し、保管場所として使用する土地の所有者が車庫証明申請者以外の場合は、別途「使用承諾書」(正式名称は「自動車保管場所使用承諾証明書」である)に、所有者による必要事項の記載、及び証明印が必要となる。

#### 村と車庫証明の必要有無
自治体によって異なるが、村などは車庫証明なしで登録できる場合がある。ただし、村であっても車庫証明が必要となる地域は存在する。また、自動車の保管場所の確保等に関する法律により2000年（平成12年）6月1日時点の村を基準としているため、それ以降に市・町となった自治体の中には車庫証明が不要な地域も存在する。
申請先は保管場所（使用者の住所地とは必ずしも同一とは限らない）を管轄する警察署である。
- 車庫証明が必要な村
下記の村は車庫証明が必要である。なお、（）内は申請先の警察署。
  - 青森県南津軽郡田舎館村（黒石警察署）
  - 宮城県黒川郡大衡村（大和警察署）
  - 福島県河沼郡湯川村（会津坂下警察署）
  - 茨城県那珂郡東海村（ひたちなか警察署）
  - 富山県中新川郡舟橋村（上市警察署）
  - 愛知県海部郡飛島村（蟹江警察署）
  - 大阪府南河内郡千早赤阪村（富田林警察署）
  - 奈良県高市郡明日香村（橿原警察署）
  - 鳥取県西伯郡日吉津村（米子警察署）
  - 沖縄県中頭郡北中城村（島袋、比嘉は沖縄警察署、その他の区域は宜野湾警察署）
  - 沖縄県中頭郡中城村（南上原の一部は浦添警察署、その他の区域は宜野湾警察署）

- 当時は車庫証明が必要な村で現在は市・町となった地域
下記の地域は2000年6月1日時点では村であったが、村であった当時から車庫証明が必要である。なお、（）内は申請先の警察署。
  - 岩手県滝沢市（盛岡西警察署）
  - 福島県会津若松市のうち北会津町、真宮新町（会津若松警察署）
  - 茨城県土浦市のうち旧新治村の区域（土浦警察署）
  - 茨城県つくばみらい市のうち旧谷和原村の区域（常総警察署）
  - 千葉県印西市のうち旧印旛村、旧本埜村の区域（印西警察署）
  - 埼玉県熊谷市のうち旧大里町の区域（熊谷警察署）
  - 埼玉県行田市のうち旧南河原村の区域（行田警察署）
  - 埼玉県鴻巣市のうち旧川里町の区域（鴻巣警察署）
  - 富山県射水市のうち旧下村の区域（射水警察署）
  - 静岡県磐田市のうち旧豊岡村の区域（磐田警察署）
  - 愛知県愛西市のうち旧立田村、旧八開村の区域（津島警察署）
  - 愛知県弥富市のうち旧十四山村の区域（蟹江警察署）
  - 奈良県奈良市のうち旧都祁村の区域（天理警察署）
  - 岡山県総社市のうち旧山手村、旧清音村の区域（総社警察署）
  - 愛媛県今治市のうち旧朝倉村の区域（今治警察署）
  - 沖縄県豊見城市（豊見城警察署）
  - 沖縄県南城市のうち旧大里村の区域（与那原警察署）

- 当時は車庫証明が不要な村であったが市・町となった現在では車庫証明が必要な地域
下記の地域は2000年6月1日時点では村であり車庫証明は不要であったが、その後市・町となった現在では車庫証明が必要である。なお、（）内は申請先の警察署。
  - 2002年4月1日実施
    - 沖縄県島尻郡久米島町（那覇警察署）

  - 2005年4月1日実施
    - 宮城県栗原市のうち旧花山村の区域（築館警察署）

- 当時は車庫証明が不要な村であり市・町となった現在でも車庫証明が不要な地域
上記以外で2000年6月1日時点で村であった地域は、その後市・町となった現在でも車庫証明は不要である。

#### その他
国土交通省の山本弘一郎係長は、自動車登録手続きにおける車庫証明の省略を提唱している。
東日本大震災の被災地において警察は、車庫の現地調査を省略したり、津波で流された元の自宅や避難先を車庫と認めるなどして、車庫証明を即日交付していた。
総務省は2012年8月24日、車庫証明の手続きの簡略化を警察庁に要請した。

## いろいろな車庫
車庫の入口であるガレージドアは様々な形状と機構があり、ドアの開閉（ガレージドアオープナー）を備える場合もある。

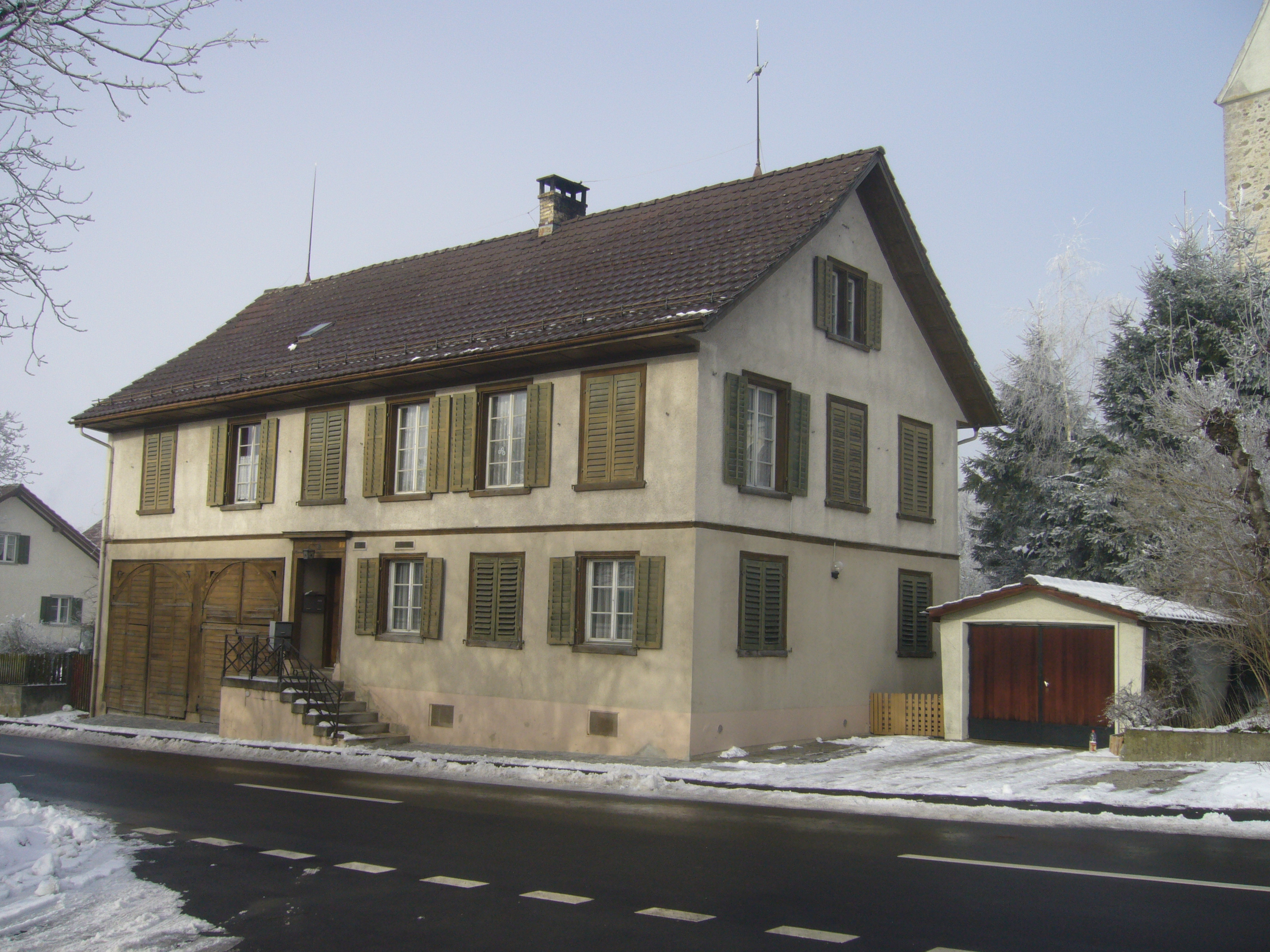
住居横に独立した車庫
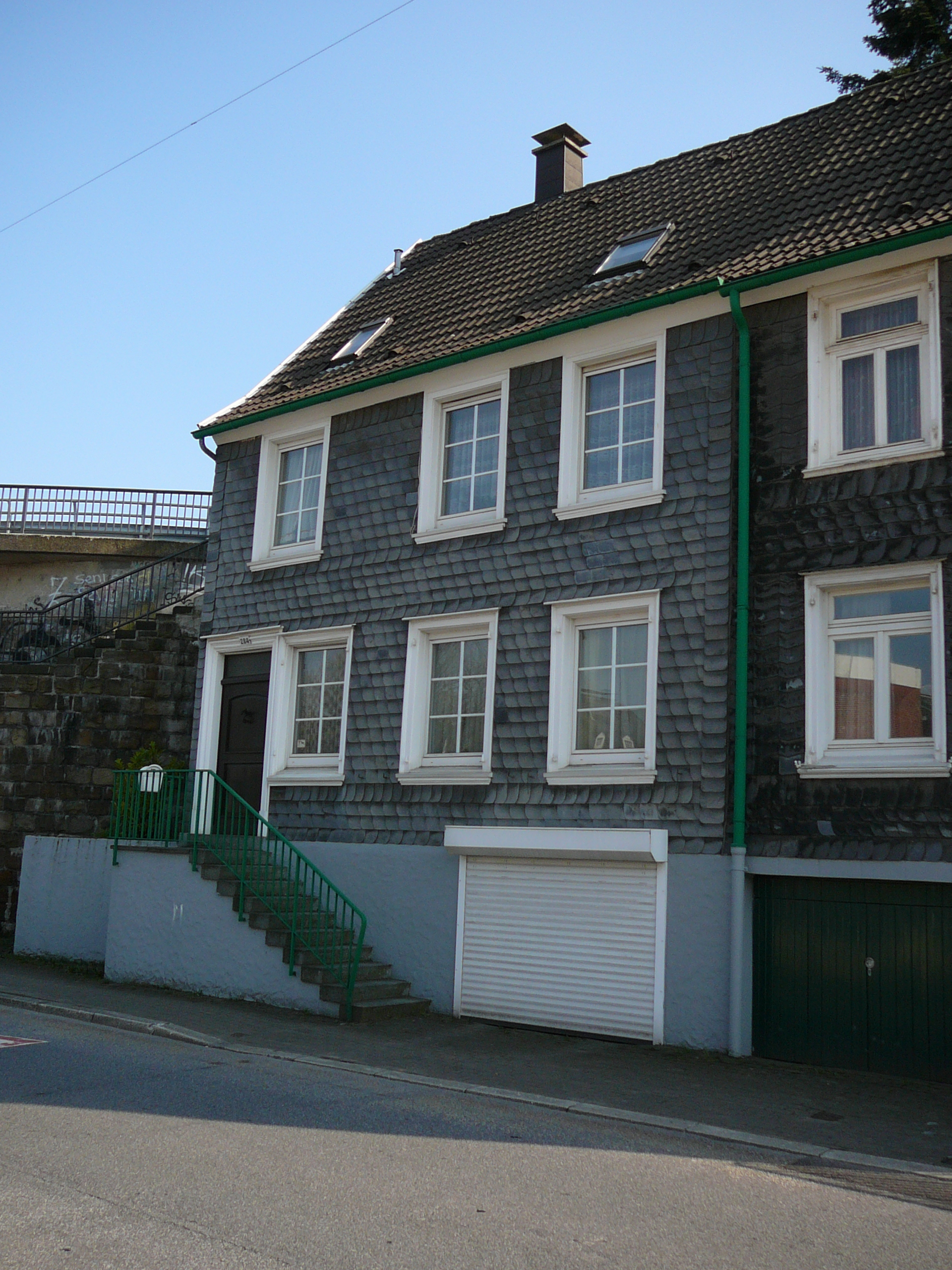
建物下に付随した車庫

ガレージドア
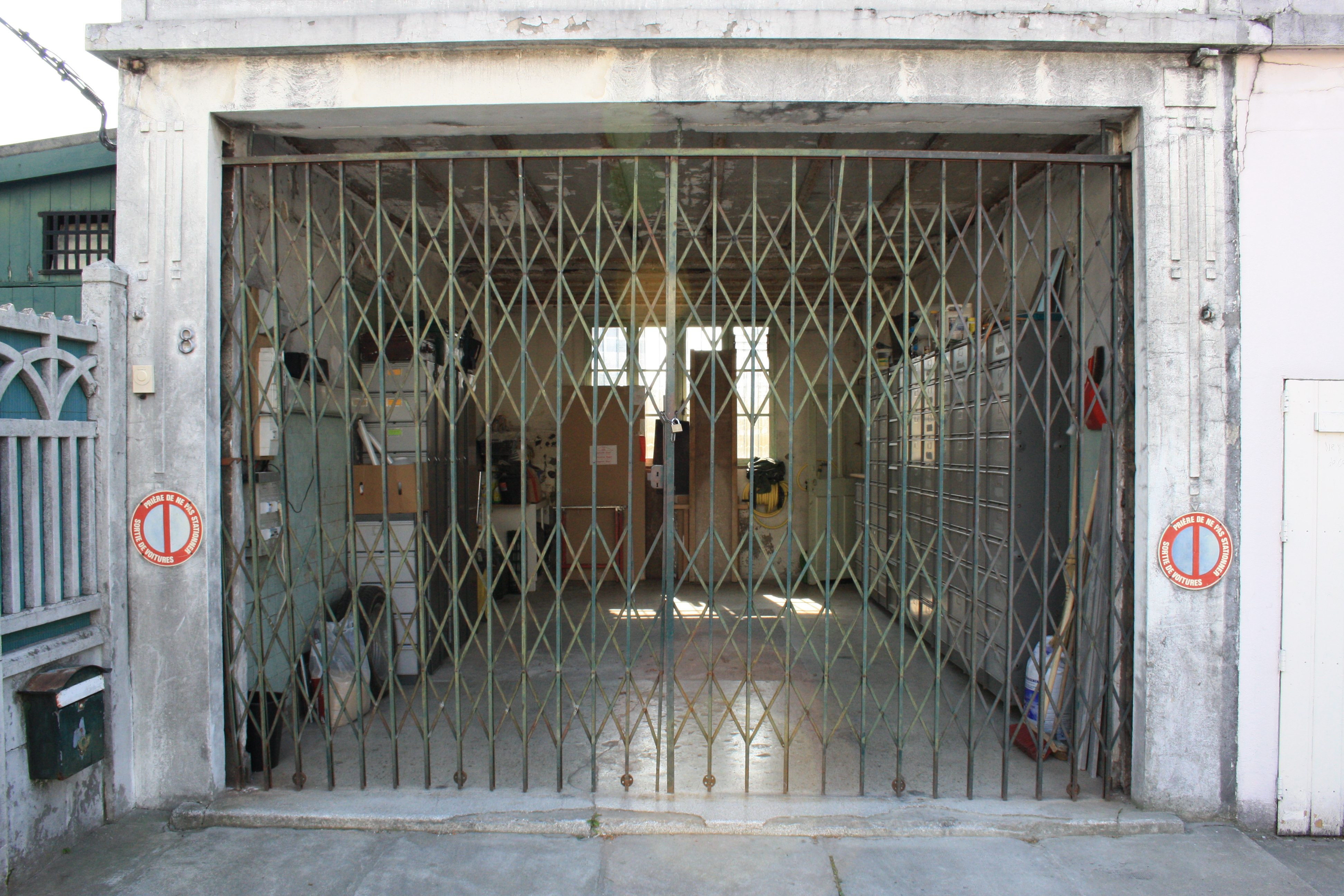
格子タイプ
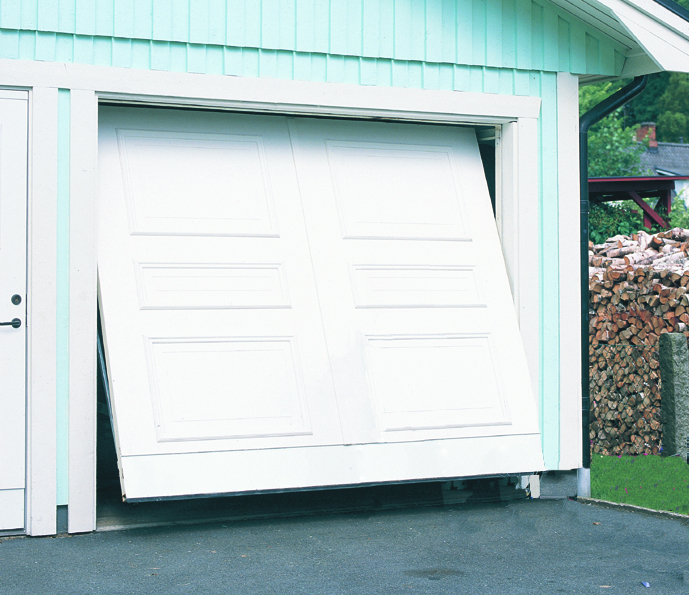
スイングアップ式
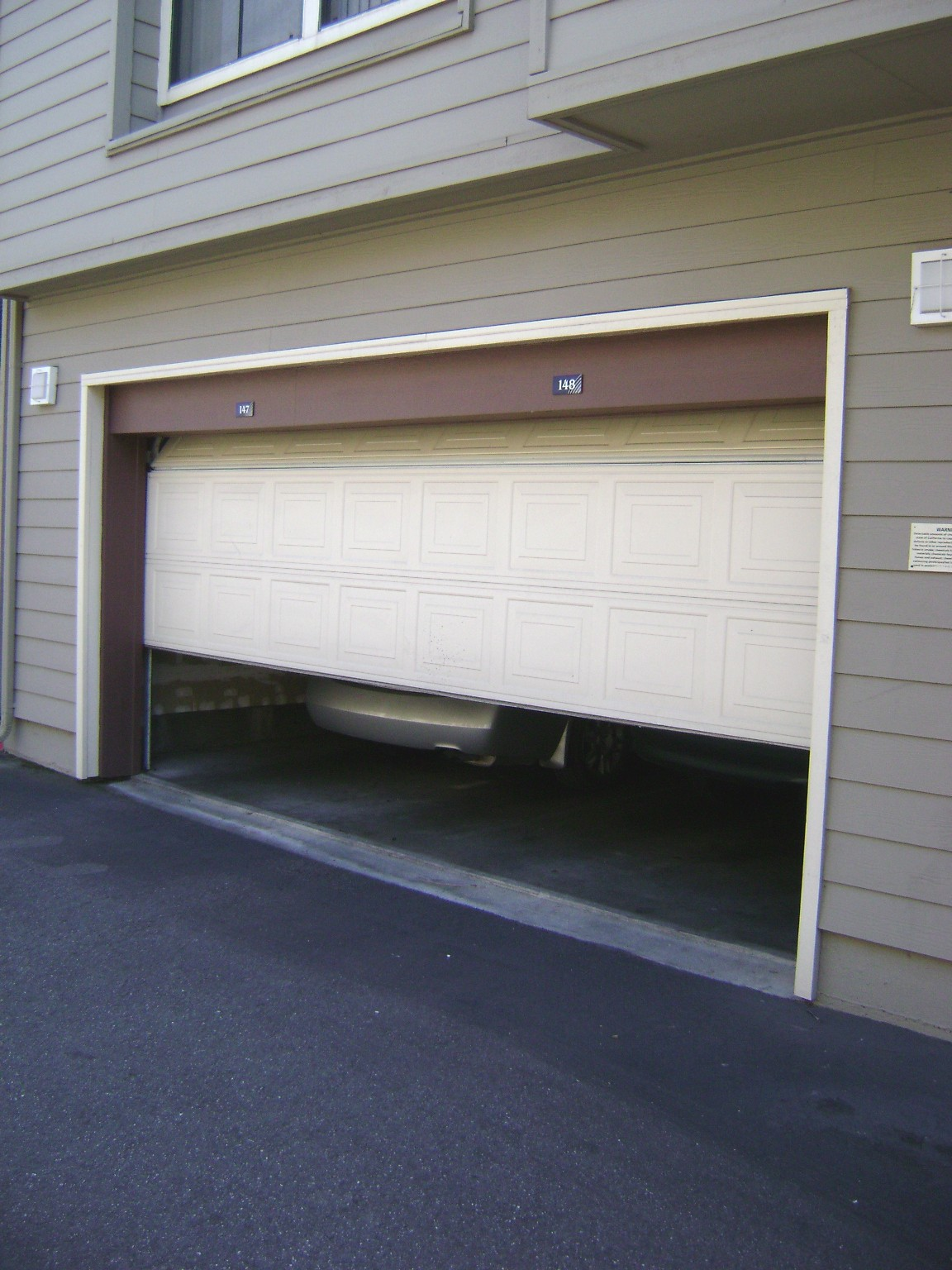
オーバースライド式
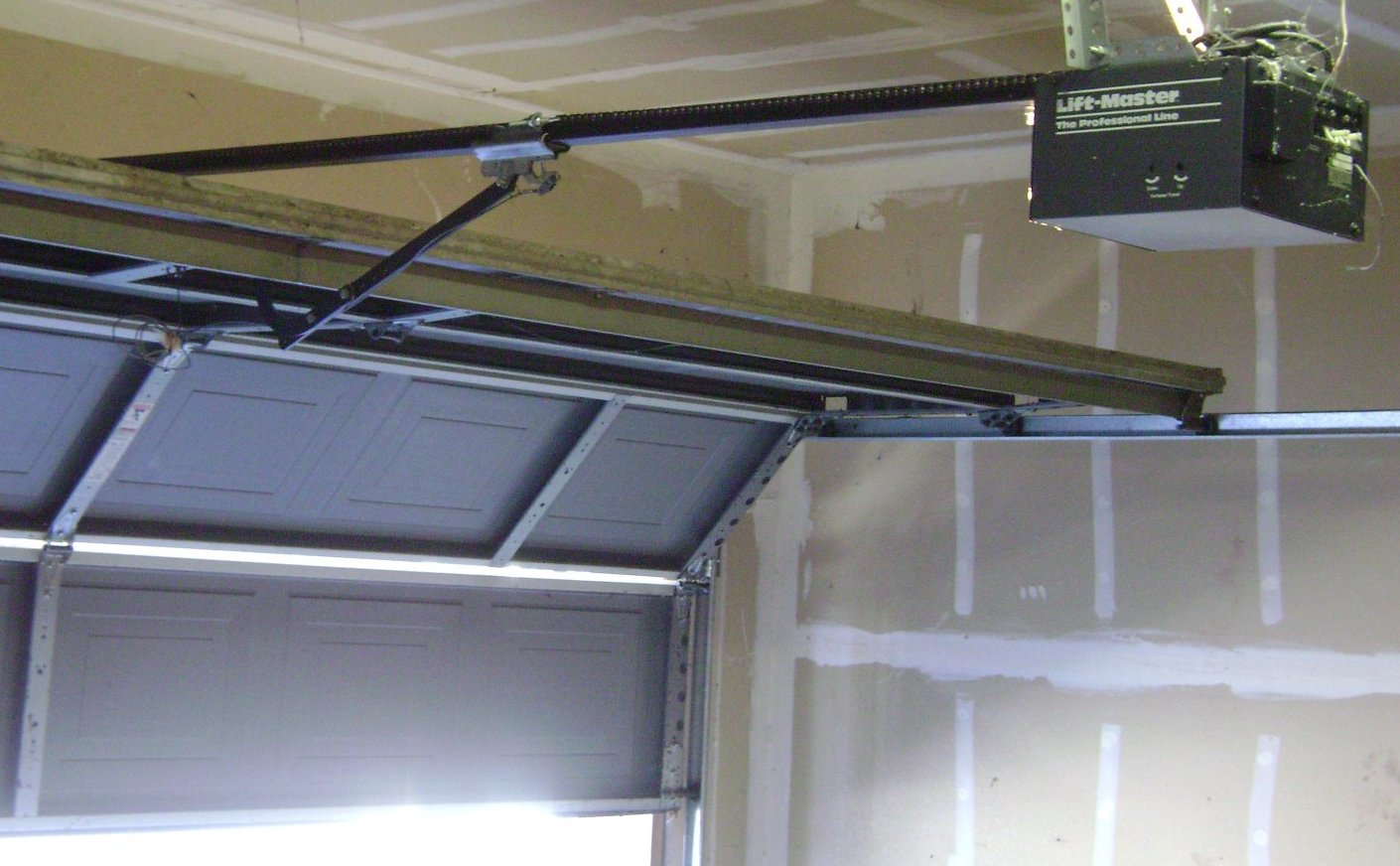
ガレージ・オープナー（英語版）
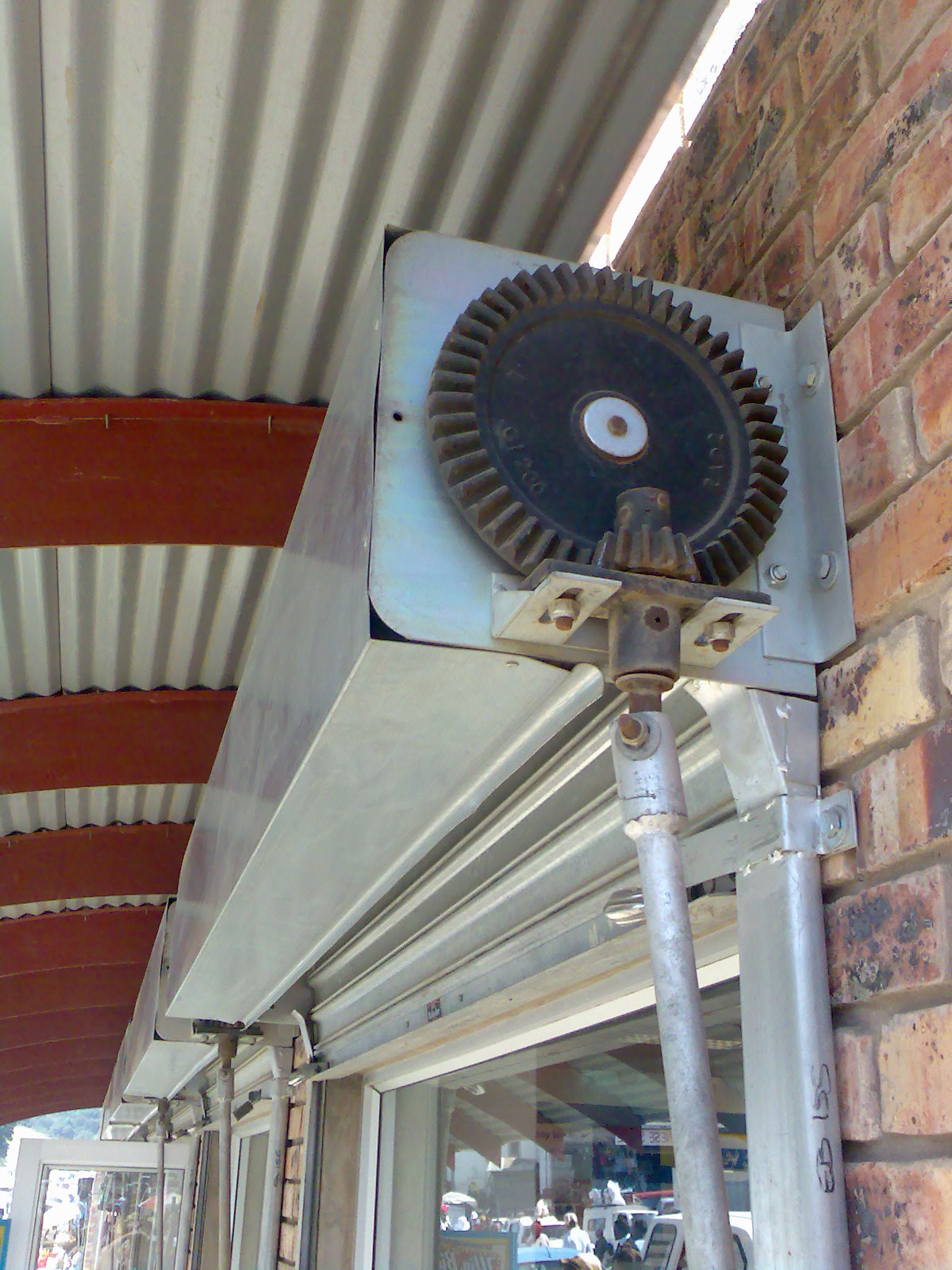
巻き上げ式シャッター
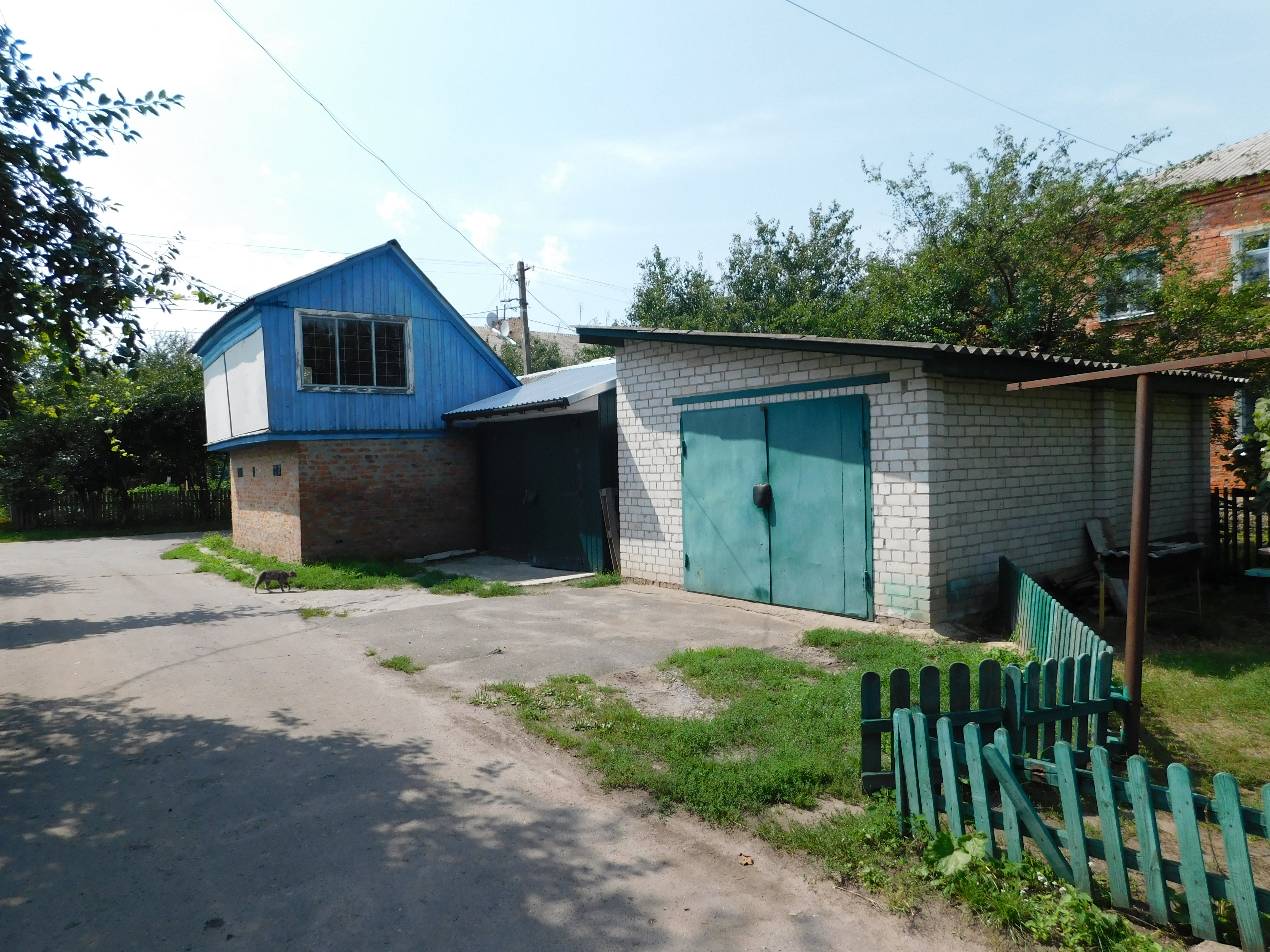
開き戸
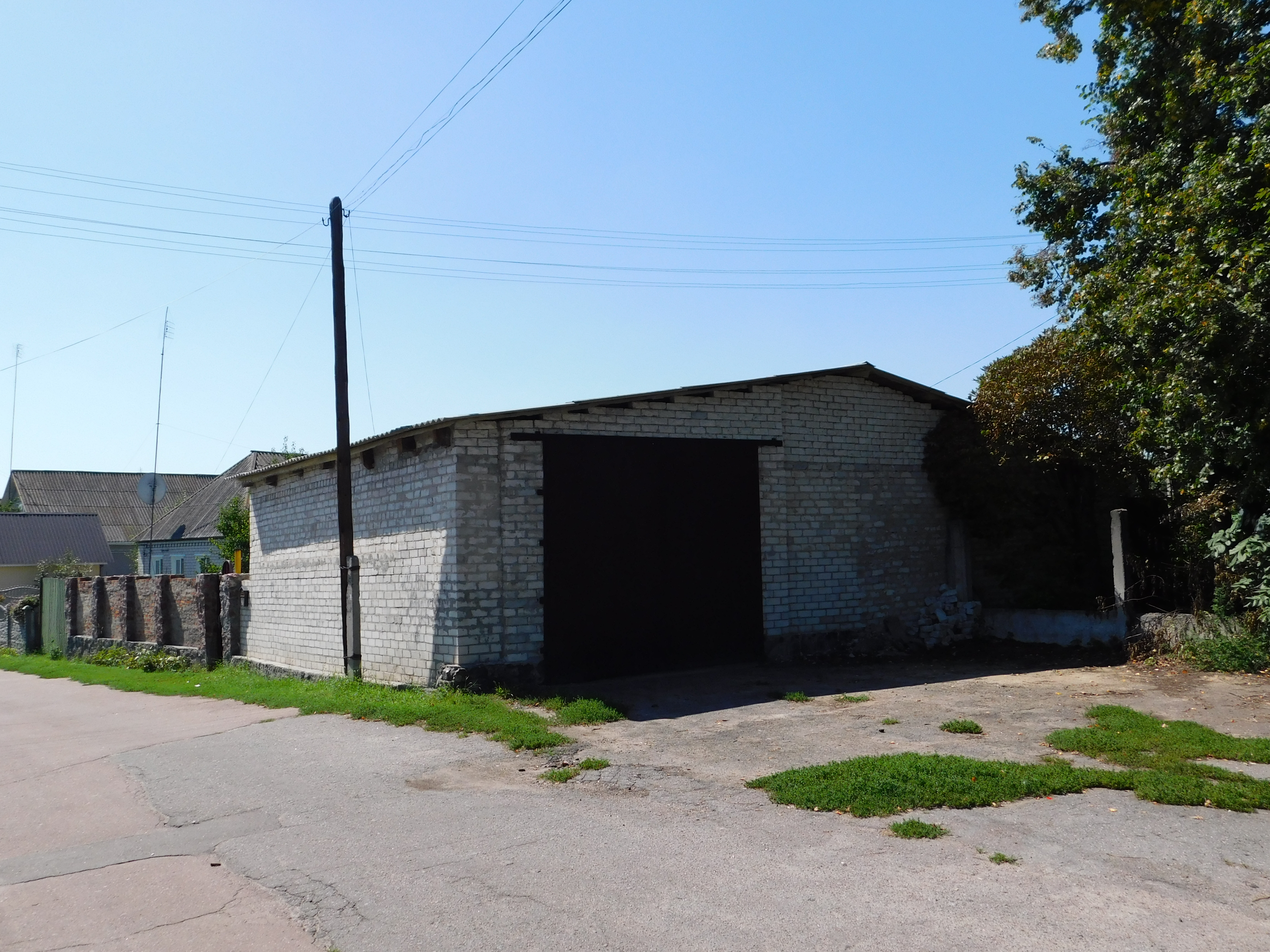
開き戸
シャッターの構造1
シャッターの構造2